# Club Deportivo Unión Juventud
El Club Deportivo Unión Juventud es un club de fútbol peruano de la ciudad de Chimbote en la provincia del Santa, departamento de Ancash. Fue fundado en 1956 y participa en la Copa Perú.

## Historia
El Unión Juventud fue fundado un 22 de agosto de 1956, cuando un grupo de moradores del barrio Pueblo Libre se reunieron en casa de don Melchor Reyes Valentín para fundar el equipo. Tras proponerse tres nombres para el nuevo club, Estrella Roja, Defensor Aviación y Unión Juventud, fue elegido este último por votación.
Luego de ser inscrito en la Liga Distrital de Chimbote, en 1966 se corona como campeón de la Segunda División de Chimbote, logrando el ascenso a la Primera distrital en la que siempre ha sido uno de los protagonistas siendo considerado como uno de los clubes más populares de la ciudad junto con el José Gálvez.
En el año 1978 ganó por primera vez el campeonato de la Liga Distrital de Chimbote, destacando en sus filas jugadores como los hermanos Elber y Freddy Rubiños, el goleador Freddy Herrera, los hermanos Salazar, Angulo, Carrasco, Díaz, entre otros. En la Etapa Provincial enfrentó a Juventud Tambo Real de Santa y San Cristóbal de Moro, siendo este último equipo el que clasificó a la Etapa Departamental.
Su temporada más importante fue en el año 1993 en la que logra clasificar a la finalísima de la Copa Perú en el Estadio Nacional en la ciudad de Lima. El cuadro verdelimón, dirigido por Luis Alva Yépez, clasificó al hexagonal junto al Aurich-Cañaña de Chiclayo, Mariano Santos de Tingo María, Deportivo Garcilaso del Cusco, FBC Aurora de Arequipa y CNI de Iquitos. El campeón del torneo ascendería directamente a la Primera División mientras que el subcampeón revalidaría en partido extra con el antepenúltimo de la Primera. Pero el cuadro unionista perdería sus tres primeros partidos por 1-0 ante los rivales directos (Aurich-Cañaña, Aurora y Mariano Santos) lo que le dejaría sin opción siquiera al segundo lugar pese a golear en sus últimos dos encuentros.
Después de aquella campaña el elenco verdelimón no volvería a lograr una actuación similar en las dos décadas siguientes, pese a ganar el título distrital en tres ocasiones más no ha tenido suerte en las fases siguientes de la Copa Perú a pesar de haber contado en sus filas con jugadores como Luis Mayme y Ángelo Cruzado que jugarían luego en el torneo profesional por el Gálvez y otros clubes.
En 2011 empezó a participar de la recién creada Liga Superior de Áncash donde finalizó en tercer puesto a tres puntos del segundo lugar que daba el pase a la semifinal departamental. Al año siguiente fue desactivada la Superior regresando a la liga de Chimbote donde, el 28 de mayo de 2012 se coronó campeón del fútbol de la liga de Chimbote. Luego de superar la etapa Provincial clasificó a la Etapa Regional de la Copa Perú 2012 tras eliminar en la semifinal departamental a San Miguel de Chacas. Tras lograr el título departamental participó en el Grupo A de la Región II donde terminó en último lugar.
El 17 de mayo de 2015 vuelve a ser campeón de la Liga Distrital de Chimbote. Fue eliminado en los cuartos de final de la Etapa Provincial por Juventud Tambo Real. En 2019 volvió a clasificar a la Etapa Provincial pero fue eliminado en la primera fase por Academia Sipesa en definición por penales.
En la Copa Perú 2021 participó desde la segunda fase donde enfrentó a Asociación Deportiva Tarma. Tras ganar en definición por penales, luego de igualar 0-0 en tiempo regular, fue eliminado del torneo por alineación indebida de un jugador.
En 2022 llegó hasta la Etapa Departamental donde fue eliminado en semifinales por San Andrés de Runtu al que venció 2-0 como local y perdió 3-0 el partido de vuelta. Al año siguiente fue eliminado en semifinales de la Etapa Provincial por Atlético Municipal Mariátegui de Nuevo Chimbote.

## Uniforme
- Uniforme titular: Camiseta amarilla con filo verde, pantalón verde, medias amarillas con filo verde.
- Uniforme alternativo: Camiseta azul, pantalón azul, medias azules.

## Sede
El club cuenta con su local propio ubicado en la Avenida Aviación N.º 561 en el barrio de Pueblo Libre, Chimbote.

## Rivalidad
Mantiene una gran rivalidad con José Gálvez, con quien disputa el clásico chimbotano.

## Entrenadores
- Vigilberto Santana (1970)
- José Ítalo Luis Alva Yépez (1993)
- Freddy Hervias (2008)
- Eduardo Mochisaky (2011)
- Barnaby Llosa / Ronald Ordóñez (2012)
- Benjamín Navarro (2015)
- Favio Campana (2015)
- Sebastián Mantilla (2016)
- Favio Campana (2016)
- José Falconi Rivero (2017)
- Luis Mayme Quijandria (2019)
- Barnaby Llosa (2020-2021)
- José Falconi Rivero / Edwin Herrera Ushiñahua (2022)
- Barnaby Llosa (2023)
- Cristhopher Solís (2024)

## Palmarés

### Torneos regionales
| Competición regional               | Títulos                                               | Subcampeonatos          |
| ---------------------------------- | ----------------------------------------------------- | ----------------------- |
| Etapa Regional - Región III (1/0)  | 1993.                                                 |                         |
| Liga Departamental de Áncash (2/0) | 1991, 2012.                                           |                         |
| Liga Provincial de Santa (3/2)     | 1991, 2012, 2022.                                     | 1978, 2004.             |
| Liga Distrital de Chimbote (9/4)   | 1978, 1990, 1998, 2005, 2006, 2012, 2015, 2022, 2023. | 1970, 2004, 2019, 2024. |